# Jo-Ane van Dyk
Jo-Ane van Dyk (3 ottobre 1997) è una giavellottista sudafricana.

## Palmarès
| Anno | Manifestazione               | Sede         | Evento                 | Risultato | Prestazione | Note                                     |
| ---- | ---------------------------- | ------------ | ---------------------- | --------- | ----------- | ---------------------------------------- |
| 2013 | Mondiali allievi             | Donec'k      | Lancio del giavellotto | 6ª        | 50,16 m     |                                          |
| 2014 | Giochi olimpici giovanili    | Nanchino     | Lancio del giavellotto | 7ª        | 48,93 m     |                                          |
| 2014 | Giochi panafricani giovanili | Gaborone     | Lancio del giavellotto | Oro       | 47,62 m     |                                          |
| 2015 | Campionati africani juniores | Addis Abeba  | Lancio del giavellotto | Oro       | 49,47 m     |                                          |
| 2015 | Giochi panafricani           | Brazzaville  | Lancio del giavellotto | Bronzo    | 50,52 m     |                                          |
| 2016 | Campionati africani          | Durban       | Lancio del giavellotto | Argento   | 56,22 m     |                                          |
| 2016 | Mondiali juniores            | Bydgoszcz    | Lancio del giavellotto | Argento   | 57,32 m     | Miglior prestazione personale            |
| 2017 | Universiadi                  | Taipei       | Lancio del giavellotto | 9ª        | 57,02 m     | Miglior prestazione personale stagionale |
| 2018 | Campionati africani          | Asaba        | Lancio del giavellotto | Argento   | 53,72 m     |                                          |
| 2019 | Giochi panafricani           | Rabat        | Lancio del giavellotto | Argento   | 55,38 m     |                                          |
| 2019 | Universiadi                  | Napoli       | Lancio del giavellotto | 6ª        | 56,85 m     | Miglior prestazione personale stagionale |
| 2021 | Giochi olimpici              | Tokyo        | Lancio del giavellotto | 24ª (q)   | 57,69 m     |                                          |
| 2022 | Campionati africani          | Saint Pierre | Lancio del giavellotto | Oro       | 60,65 m     |                                          |
| 2022 | Mondiali                     | Eugene       | Lancio del giavellotto | 15ª (q)   | 57,79 m     |                                          |
| 2022 | Giochi del Commonwealth      | Birmingham   | Lancio del giavellotto | 6ª        | 57,12 m     |                                          |
| 2023 | Mondiali                     | Budapest     | Lancio del giavellotto | 10ª       | 57,43 m     |                                          |
| 2024 | Giochi panafricani           | Accra        | Lancio del giavellotto | Oro       | 60,80 m     | Record dei Giochi                        |
| 2024 | Campionati africani          | Douala       | Lancio del giavellotto | Oro       | 57,03 m     |                                          |
| 2024 | Giochi olimpici              | Parigi       | Lancio del giavellotto | Argento   | 63,93 m     |                                          |

## Altre competizioni internazionali
2018
- 4ª in Coppa continentale ( Ostrava), lancio del giavellotto - 52,69 m